# (6220) Stepanmakarov
(6220) Stepanmakarov ist ein Asteroid des Hauptgürtels, der am 26. September 1978 von der ukrainisch-sowjetischen Astronomin Ljudmyla Wassyliwna Schurawlowa am Krim-Observatorium in Nautschnyj (IAU-Code 095) entdeckt wurde.
Der Asteroid wurde nach dem russischen Admiral, Ozeanographen, Polarforscher und Schriftsteller Stepan Ossipowitsch Makarow (1849–1904) benannt.
Der Himmelskörper gehört zur Eos-Familie, einer Gruppe von Asteroiden, welche typischerweise große Halbachsen von 2,95 bis 3,1 AE aufweisen, nach innen begrenzt von der Kirkwoodlücke der 7:3-Resonanz mit Jupiter, sowie Bahnneigungen zwischen 8° und 12°. Die Gruppe ist nach dem Asteroiden (221) Eos benannt. Es wird vermutet, dass die Familie vor mehr als einer Milliarde Jahren durch eine Kollision entstanden ist. Die zeitlosen (nichtoskulierenden) Bahnelemente von (6220) Stepanmakarov sind fast identisch mit denjenigen von drei weiteren Asteroiden: (60222) 1999 VB115, (97543) 2000 DE47 und (265065) 2003 SX58.